# لا آلمونیا د دونا گودینا
لا آلمونیا د دونا گودینا (به اسپانیایی: La Almunia de Doña Godina) یک دهستان‌های اسپانیا و دهستان و شهرک در اسپانیا است که در استان ساراگوسا واقع شده‌است. لا آلمونیا د دونا گودینا ۵۶٫۶۵ کیلومتر مربع مساحت دارد ۳۳۶ متر بالاتر از سطح دریا واقع شده‌است.